# Rhodambulyx davidi
Rhodambulyx davidi is een vlinder uit de familie van de pijlstaarten (Sphingidae). De wetenschappelijke naam van de soort werd in 1939 gepubliceerd door Rudolf Mell.